# Nowe Warpno (gmina)
Nowe Warpno est une gmina mixte du powiat de Police, Poméranie occidentale, dans le nord-ouest de la Pologne, sur la frontière avec l'Allemagne. Son siège est la ville de Nowe Warpno, qui se situe environ 29 km au nord-ouest de Police et 40 km au nord-ouest de la capitale régionale Szczecin.
La gmina couvre une superficie de 197,07 km2 pour une population de 1 667 habitants.

## Géographie
Outre la ville de Nowe Warpno, la gmina inclut les villages de Brzózki, Maszkowo, Mszczuje, Myślibórz Mały, Myślibórz Wielki, Popielewo, Trzebieradz et Warnołęka.
La gmina borde la ville de Świnoujście et les gminy de Police et Stepnica. Elle est également frontalière de l'Allemagne.